# Frank Lee Morris
Frank Lee Morris (01/9/1926 - mất tích kể từ ngày 11/6/1962) là một tù nhân người mỹ cùng với hai tù nhân khác là Clarence và John Anglin đã đào tẩu thành công khỏi nhà tù Alcatraz trên đảo Alcatraz ở vịnh San Francisco (Mỹ), và trở thành vụ vượt ngục nổi tiếng nhất trong lịch sử nước Mỹ sau hàng thập kỷ.
Vụ vượt ngục này sau đó đã tạo cảm hứng cho bộ phim Vượt ngục Alcatraz, do tài tử gạo cội, "cao bồi già" Clint Eastwood thủ vai Frank Lee Morris. Phim công chiếu năm 1979.

## Cuộc vượt ngục
Vào đêm 11.6.1962, tù nhân Frank Lee Morris, cùng hai tù nhân là anh em Clarence và John Anglin đã vượt qua một lỗ trên tường nhà giam đào bằng lưỡi khoan tay và muỗng ăn, trốn khỏi nhà tù Alcatraz tại vịnh San Francisco, nơi giam giữ những tên tội phạm nguy hiểm nhất nước Mỹ.
Suốt 50 năm qua, cảnh sát Mỹ vẫn tiếp tục săn lùng ba tù nhân vượt ngục này, vốn là ba tên tội phạm cướp ngân hàng nguy hiểm, nhưng vẫn chưa thể xác nhận thông tin ba tù nhân này còn sống hay đã chết.
Morris và anh em Anglin được tuyên bố chết vào năm 1979, sau khi phát hiện chiếc bè làm bằng áo mưa trôi bềnh bồng trên biển gần cầu Cổng Vàng ở San Francisco.
Cục Điều tra liên bang Mỹ (FBI) khép hồ sơ vụ án vào năm 1979 mặc dù vẫn không tìm được thi thể của ba người này.
Đến năm 1993, cảnh sát tiếp tục truy lùng ba tù nhân vượt ngục sau khi một tù nhân ở Alcatraz có tên Thomas Kent cho đài Fox News biết ông ta đã giúp đỡ ba tù nhân này vượt ngục nhưng không dám bỏ trốn vì không biết bơi.
Nhiều nguồn tin cho rằng Kent được trả 2.000 USD để cung cấp thông tin cho Fox News, theo San Francisco Chronicle. Tuy nhiên, vẫn còn nhiều bí ẩn và giả thuyết nằm sau vụ vượt ngục huyền thoại này.

## liên kết ngoài
- Morris profiled at America's Most Wanted Lưu trữ ngày 27 tháng 9 năm 2007 tại Wayback Machine
- The Great Alcatraz Escape
- Frank Morris: Born in D.C., Escaped From Alcatraz - short bio on Frank Morris by Ghosts of DC